# ミヤマコゴメグサ
ミヤマコゴメグサ（深山小米草、学名:Euphrasia insignis ）はハマウツボ科コゴメグサ属の一年草 。高山植物。
従来の新エングラー体系、クロンキスト体系では、コゴメグサ属はゴマノハグサ科に含められた。

## 特徴
茎は単一またはわずかに分枝して直立し、高さは6-20cmになり、下向きの白い屈毛がはえる。葉は対生し、下部のものは小さく中部のものがもっとも大きい。葉身は倒卵形またはへら状で、長さ5-10mm、幅4-6mmになり、先端は鈍く基部は急に狭まってくさび形となり葉柄はほとんどない。葉の上半分の縁に少数の鈍い鋸歯があり、葉の両面ともに毛がない。
花期は7-8月。茎上部の葉腋ごとに1花をつける。茎の上部は苞葉となり葉状で小さい。花冠は白色で紫色のすじがある。花冠は唇形で上唇の先までの長さは8-9mmで2裂し、下唇の長さは上唇の約2倍の長さがあり、大きく広く、3中裂し中裂片に黄色の斑点があり軟毛がはえる。萼筒は広鐘形でほとんど毛はなく、長さ4mm、幅2.5mmになり、なかばまで4裂し裂片の先はとがる。果実は倒卵形の蒴果で、長さ5mm、幅2.5-3mmになる大型の種子が3-5個入る。

## 分布と生育環境
日本固有種。本州の中部地方の北アルプスを中心に、山形県から滋賀県に分布し、亜高山帯から高山帯の乾燥した草地に生育する。高山植物。タイプ標本は白山で採集されたものである。

## 分類と分布
広義の種 Euphrasia insignis としては、本州、四国、九州に広く分布し、地域ごとに少しずつ形が異なり、大きく subsp. insignis と subsp. iinumae の2群に分けられる。

## 下位分類
和名（別名）、学名はYistによる。
- subsp. insignis の群
  - ダイセンコゴメグサ Euphrasia insignis Wettst. subsp. insignis var. daisenensis (Y.Kimura) Murata
  - ホソバコゴメグサ Euphrasia insignis Wettst. subsp. insignis var. japonica (Wettst.) Ohwi
  - マルバコゴメグサ Euphrasia insignis Wettst. subsp. insignis var. nummularia (Nakai) T.Yamaz.
  - オウミコゴメグサ（オオミコゴメグサ ） Euphrasia insignis Wettst. subsp. insignis var. omiensis (Y.Kimura ex H.Hara) T.Yamaz.
  - マツラコゴメグサ Euphrasia insignis Wettst. subsp. insignis var. pubigera (Koidz.) Murata
  - サドコゴメグサ Euphrasia insignis Wettst. subsp. insignis var. sadoensis Y.Kimura
  - トガクシコゴメグサ Euphrasia insignis Wettst. subsp. insignis var. togakusiensis (Y.Kimura) Y.Kimura ex H.Hara
- subsp. iinumae の群
  - イブキコゴメグサ（コゴメグサ） Euphrasia insignis Wettst. subsp. iinumae (Takeda) T.Yamaz.
  - イズコゴメグサ Euphrasia insignis Wettst. subsp. iinumae (Takeda) T.Yamaz. var. idzuensis (Takeda) T.Yamaz.
  - キュウシュウコゴメグサ Euphrasia insignis Wettst. subsp. iinumae (Takeda) T.Yamaz. var. kiusiana (Y.Kimura) T.Yamaz.
  - トサコゴメグサ Euphrasia insignis Wettst. subsp. iinumae (Takeda) T.Yamaz. var. makinoi (Takeda) T.Yamaz.

## 生薬
コゴメグサは、咳、蓄膿症、花粉症、眼精疲労、結膜炎、空間識失調などの病気の治療に使用される。

## ギャラリー
- ミヤマコゴメグサ
飯豊山
- ホソバコゴメグサ
至仏山
- マルバコゴメグサ
飯豊山
- イブキコゴメグサ
伊吹山